# Jean-Baptiste Lully
Jean-Baptiste Lully (født 28. november 1632, død 22. marts 1687) var fransk komponist af italiensk herkomst.
Efter Jean-Baptiste Lullys ankomst til Paris i 1646 kom han i adelig tjeneste, men blev i 1652 ansat ved Ludvig 14.s hof, hvor han hurtigt gjorde karriere. Han skrev balletter og blev især kendt for sine tragédies lyriques, der i modsætning til italiensk opera lagde vægt på det dramatiske forløb og gav afkald på virtuos sangudfoldelse. Mellem 1673 og 1686 skrev han i alt 16 operaer.

## Liv og gerning

### Barndom i Italien
Lullys fader, Lorenzo Lulli, var af bondeslægt. Moderen, Caterina del Sera, var datter af en møller. Familien boede i en bygård i Firenze som sandsynligvis tilhørte Lullys morfader. Begge Lullys søskende døde i barnealder, og syv år gammel var Jean-Baptiste blevet enebarn. Han fik en god uddannelse, den første musikundervisning fik han af en franciskanermunk.
Lullys skæbne blev vendt på hovedet efter, at Roger de Lorraine, søn af hertug Charles de Guise, kom til Firenze i februar 1646. Hertuginde Anne Marie Louise d'Orléans, som var datter af Ludvig XIIIs broder, hertug Gaston af Orléans, havde givet Chevalier de Guise i opdrag at finde en "smuk dreng" som hun kunne konversere på italiensk med. Lorraine blev opmærksom på den livlige, tretten år gamle Lully, og i forståelse med forældrene tog han ham med til Frankrig.

### HosLa Grande Mademoiselle
Lully boede hos hertuginden i Palais des Tuileries og havde som opgave at underholde i komiske roller, akkompagnere på guitar, holde orden på hertugindens garderobe, ordne i kaminen og tænde lys. Til gengæld fik han anledning til at perfektionere sit violinspil, han modtog cembalo- og kompositionsundervisning hos Nicolas Métru, François Roberday og Nicolas Gigault, og fik uddannelse i balletdans under opsyn af Jean Regnault de Segrais.

### Lully og Ludvig XIV danser
Så længe Ludvig XIV var mindreårig, blev Frankrig i realiteten styret af kardinal Mazarin og kongens moder, Anna af Østrig. Den unge konge havde dermed megen fritid, som han brugte til at lege med personalets barn i Palais du Louvres kælder, hvor han kan være blevet bekendt med den seks år ældre Lully. Kongen og broderen var knapt at skelne fra de andre børn, for den legendarisk gerrige Mazarin vogtede som en høg over kongens garderobe, så sandsynligvis var mange af tjenerstabens børn mere velklædt end kongen af Frankrig. Mellem Lully og kongen opstod der et nært venskab, og sammen lærte de at danse og spille guitar. Forholdet gik nok langt ud over et normalt mæcenat.
Det nære venskab mellem kongen og Lully gik ikke de andre hofmusikeres opmærksomhed forbi. Jean de Cambefort, som så langt havde været ansvarlig for balletmusikken ved det franske hof, så ham allerede nu som en alvorlig trussel. Det samme gjorde Guillaume Dumanoir, lederen af Vingt-quatre Violons du Roy ("kongens 24 strygere"), et orkester grundlagt af Ludvig XIII og det første permanente orkester i musikhistorien. Men der fandtes også hofkomponister, som opmuntrede den unge musiker, for eksempel Michel Lambert, en mester inden genren air de cour, og senere Lullys svigerfader.
I Lullys første kendte optræden, som foregik på Théâtre de la foire 7. marts 1652, fremstillede han en torvehandler. Efter "fyrstefrondens" nederlag blev La Grande Mademoiselle tvunget til at forlade Paris, og Lully fulgte med hende til Saint-Fargeau i Bourgogne. Det gik ikke lang tid før han var tilbage i Paris for herefter helt og fuldt koncentrere sig om Ludvig XIV. I Ballet royal de la nuit, som blev opført flere gange mellem 23. februar og 16. marts 1653, optrådte Lully som hyrde, soldat, tigger, krøbling og gratie, mens kongen gjorde sin første balletoptræden i rollen som den opadstigende sol. Kongen var så fornøjet med Lully at han 16. marts 1653 gav ham ansvaret for instrumentalmusikken og titlen Compositeur de la musique instrumentale. De dansede nu ofte sammen på scenen, for eksempel i Ballet des plaisirs. På denne tid bidrog Lully med en Concert italien til Ballet de Psyché, det blev hans første succes som komponist.
Lully var misfornøjet med disciplinen i Vingt-quatre Violons du Roy, og med kongens velsignelse dannede han i 1648 et eget ensemble, Les Petits Violons de Lully. Med dem fremførte han sin første store komposition, La Galanterie du temps, som blev opført i Mazarins palads. Petit violons var et mere fleksibelt værktøj for Lully end "Kongens 24 strygere" og gjorde det muligt for ham at slippe væk fra jalousien og rænkespillet blandt de etablerede komponister.
Lully hørte til en gruppe italienere, som virkede i Paris med støtte af den italiensk fødte kardinal Mazarin, men til trods for sit ophav var Lully allerede på denne tid hovedtalsmand for en franskpræget dansestil. Gennembruddet som komponist kom med Amour malade, uropført 17. januar 1657. Igen brillerede han som danser, denne gang fremstillede han Commedia dell'arte-figuren Scaramouche.

### Karriere ved Ludvigs XIVs hoff
Lully tilhørte nu kongens inderkreds og ledsagede ham og Mazarin til Pyrenæerne i 1659, hvor de forberedte Pyreneerfreden. På turen skrev Lully blandt andet Ballet de Toulouse. 29. august 1660, tre dage før Ludvigs indtog i Paris, blev Lullys fredsmotet Jubilate Deo opført i Église de la Merci. Tilstede ved den vellykkede fremførelse var kongemoderen Anna af Østrig, dronning Maria Theresia af Spanien og kongens broder Filip 1. af Orléans.
I anledning af festivitassen tog Mazarin i brug politisk pres for at «invitere» tidens mest berømte italienske operakomponist, Francesco Cavalli, som nok så modvillig tog turen til Paris. Cavallis opgave var at skrive en festopera med titlen Ercole amante ("Den forelskede Herkules"), mens Lully fik ansvaret for balletindslagene. Italienske operaer var ikke ukendte i Paris: Luigi Rossis operaer blev ofte opførte, og specielt indtryk gjorde hans L'Orfeo. Men kongen selv kunne ikke udstå italiensk opera og instruerede derfor Lully til at undergrave samarbejdet med Cavalli.
Lullys sabotage resulterede i at det ikke lykkedes Cavalli at få værket færdigt i tide. Løsningen blev at gribe til en af hans tidligere succeser, operaen Xerxes, og også til denne skulle Lully komponere balletmusikken. Under opførelsen i Palais des Tuileries' kunstgalleri 21. november 1660, overstrålede Lullys danseindslag selve operaen. For at bevise den franske musiks overlegenhed, skrev Lully værket helt og fuldt i fransk stil. Cavallis italienske opera fik knapt nogen opmærksomhed, han blev ikke en gang nævnt som komponist. Alligevel var ikke Cavalli det egentlige mål, det var kardinalen, som skulle latterliggøres via protegéens fiasko.
Efter Mazarins død den 9. marts 1661 forlod mange italienere Frankrig; det var som at udvise den italienske opera. Alligevel blev Cavallis Ercole Amante opført til sidst. Balletindslaget Hercule amoureux blev en af musikhistoriens mest mindeværdige forestillinger: mens kongen dansede solguden Apollo – for anden gang, og nu i al sin strålende pragt – messede hoffet "længe leve Solkongen!" Tilnavnet blev hængende ved, og Ludvig IV kaldes fortsat "Solkongen". Cavalli returnerede til Venedig som en nedbrudt og vanæret mand, og svor at han aldrig ville komponere for scenen mere (han skrev seks operaer til). For Lullys del gik karrieren på skinner. Den 5. maj 1661 udnævnte kongen ham til Surintendant de la musique du roi og gav med det afkald på de 10.000 livre, som posten egentlig kostede. Michel Lambert blev Maître de musique de la chambre.

### Samarbejde med Molière (1664–1671)
Finansminister Nicolas Fouquet fik bygget et palads i Vaux-le-Vicomte og havde hyret Frankrigs bedste kunstnere for opgaven: arkitekten Louis Le Vau tegnede paladset, André Le Nôtre stod for haveanlæggene og Charles Lebrun, hofmaler og en fremragende dekoratør, indrettede salene. Den 17. august 1661 blev byggeriet indviet med en storslået fest, kongen med familie og en lang række gæster var inviteret, og tidens bedste musikere stod for underholdningen, blandt andre Michel Lambert og Lully. Nogen dage før festen fandt Lully sin ven Molière i en panisk stemning fordi han ikke fik tak i nok skuespillere til komedien Les Fâcheux ("Plageånderne"). Lully fik den genialt enkle ide at tilføje balletnumre mellem scenerne således, at skuespillerne fik tid til at klæde sig om til nye roller. Pierre Beauchamp og Lully arrangerede en del eksisterende balletnumre. For denne anledning nykomponerede Lully blot en courante.
Opførelsen blev en stor succes, og dermed var "comedie-ballet" skabt, dette var Lullys vigtigste form de næste år. For øvrigt gjorde det dyre slot og den ekstragavante fest kongen jaloux. Han fik Fouquet fængslet og ejendommen beslaglagt, og startede straks på at ombygge faderens gamle jagtslot til det allermest storslåede af alle hans residenser, slottet i Versailles.
Da de første parkarbejder var fuldførte i 1664, var det tid for at holde en storslået fest. Den fik navnet Les Plaisirs de l'îsle enchantée ("den fortryllede øs fornøjelser") og tematikken var hentet fra Ludovico Ariostos epos Orlando furioso. Festen varede fra 7. til 13. maj og blev åbnet med en såkaldt carrousel, en hesteballet, hvor hoffet præsenterede sig i sine kostbare antræk, selvsagt anført af kongen. Dagen blev afsluttet med Ballet des Saisons ("årstidsballet"), hvor blandt andet "Våren" blev præsenteret på en hest, "Sommeren" på en elefant, "Høsten" på en kamel og "Vinteren" på en bjørn. Musikken, som Lully komponerede for denne første dag, er gået tabt.
Festen bestod ellers af lotterier, banketter, baller, opførelser af de tre Molière-Lully-balletter La Princesse d’Élide («fyrstinnen av Elis», 8. maj), Les Fâcheux, 11. maj), Le Mariage forcé ("det tvungne giftermål", 13. maj), og 12. maj var der premiere på komedien Tartuffe. Den første version indeholdt kritik af religiøst hykleri, så kirkens folk sørgede for ganske hurtigt at få den forbudt. Tartuffe blev omarbejdet flere gange, indtil den blev godkendt af censuren. Den første, skandaleombruste, version er tabt.
Højdepunktet under festen var stormningen af Alcinas palads, en stor kulisse på en kunstig ø i Versailles' store kanal. "Paladset" brændte op under et meget kostbart fyrværkeri.
De følgende år kom det flere balletkomedier: George Dandin (1688) blev opført under den anden store Versailles-fest, Monsieur de Pourceaugnac (1669), og de allerstørste succeser, Les amants magnifiques og Le Bourgeois Gentilhomme, begge 1670. Den sidste var møntet på en tyrkisk udsending, som havde gjort sig til grin ved hoffet.
Ved siden af samarbejdet med Molière komponerede Lully flere hofballetter. I 1669 kom den sidste store hofballet, Ballet Royal de Flore, hvor Ludvig XIV optrådte som Solen for tredje gang. Den fjerde og sidste gang var i balletkomedien Les amants magnifiques, da kongen blev overanstrengt, angiveligt af en krævende koreografi.
I 1671 skrev Lully og Molière tragédie-balletten Psyché, som gav "verdens største konge" en heroisk rolle at optræde i. På grund af tidsnød måtte Molière engagere to librettister, Pierre Corneille og Philippe Quinault. Sidstnævnte havde ansvar for les Divertissements, og blev efter dette Lullys foretrukne librettist.
Ballet des Ballets blev bestilt til brylluppet mellem kongens broder, hertugen af Orléans og Elisabeth Charlotte av Pfalz, og Lully og Molière skabte en pastisj af vellykkede scener fra deres sidste fælles værk. Selv om de røg uklar under arbejdets gang og gik fra hinanden som uvenner, blev balletten opført. Molières komedie La Comtesse d'Escarbagnas («Grevinden fra Escarbagnas», 1671) blev tonesat af Marc-Antoine Charpentier. Charpentier skrev også den omfangsrige scenemusik til Molières sidste værk, Le malade imaginaire ("Den indbildt syge").

### Den franske operas Solkonge (1672–1685)
Komponisten Robert Cambert og librettisten Pierre Perrin drev i kompagniskab Académie Royale de musique, forløberen til Nationaloperaen i Paris. I 1672 opførte de det som regnes som den første franske opera, Pomone. Forventningerne var små, men succesen blev desto større. Lully betragtede virakken, som blev de to kompagnoner til del, med en stor misundelse og ved hjælp af kløgtig intrigemageri lykkedes det ham at få den økonomisk ubehjælpelige Perrin ruineret og kastet i gældsfængsel. Lully tilbød at dække gælden for den ulykkelige Perrin, og sørge for at kongen slap ham ud, som modydelse krævede han, at Perrin gav Lully operarettighederne og alt dertil hørende. Perrin gik med på handelen uden at forstå, hvad det ville føre med sig.
Lully kontrollerede nu Académie Royale de musique og havde monopol på operaopførelser og andre rettigheder som kongen indrømmede ham. Ingen kunne opføre musik uden at le Surintendant havde givet sin tilladelse, den som trodsede monopolet risikerede at instrumenter, kostymer, indtægter etc. blev konfiskeret. Eksempelvis blev Molière hårdt ramt i sine sidste leveår ved at Lully havde fået ejendomsretten til alle teksterne som han havde skrevet musik til. Alle fik føle Lullys magt, og flere af de mest ansete komponister og musikere opsagde sine poster ved hoffet, en af dem var grundlæggeren af den franske cembaloskole, Jacques Champion de Chambonnières.
1672, året han kom til magten, præsenterede Lully sin første opera på scenen, pastoralen Les Fêtes de l'Amour et de Bacchus. På grund af tidsnød skrev han en pastiche efter samme model som Ballet des Ballets. Værket blev meget populært og lagde grunden for hans videre karriere som den franske nationaloperas "fader".
I modsætning til Cambert og Perrin, gav Lully balletten stort rum i sine værker. Alle Lullys tragédies består af en prolog og fem akter. I hver akt er det et divertissement, en storslået scene med ballet og korindslag. Prologen kan ses som en egen divertissement og tjente udelukkende til at forherlige «Solkongen».
1673: operaen Cadmus et Hermione blev præsenteret på scenen, den regnes som Lullys første tragedie. Året efter fulgte Alceste, uropførelsen af denne festopera foregik i Versailles' marmorhal og var et af højdepunkterne under den tredje Versailles-fest. I 1675 blev Thésée uropført; lige storslået, lige fremgangsrig.
1676: tragedien Atys bærer undertitlen «kongens opera» fordi kongen angivelig skal have været medkomponist. Her gav Lully afkald på pauker og trompeter for at opnå en mørk og ru klang. Operaen indeholder en legendarisk "søvnscene", hvor den unge gambist Marin Marais fremstillede en af drømmene.
1677: Isis var et genialt værk, som fik en lunken modtagelse. Den pudsige handlingsgang, som Philippe Quinault havde forfattet, blev kritiseret, og Lullys musik fundet for intellektuel. Operaen fik undertitlen «musikernes opera», fordi musikere og personer med musikalsk uddannelse var begejstrede for værket.
1678: Lully omarbejdede Psyché (en tragédie-ballet) med hjælp af librettisterne Thomas Corneille og Bernard Le Bouyer de Fontenelle. Ændringerne indebar at talte dialoger blev erstattede med sang.
1679: Bellérophon blev skabt i samarbejde med Thomas Corneille. Året efter fulgte Proserpine. I 1681 krævede kongen en hofballet, da han ønskede at genoplive den gamle tradition. Dette værk, Le Triomphe de l'Amour ("Kærlighedens triumf"), blev danset af kongens efterkommere og blev et af Lullys mest berømte værker.
1682: hoffet flyttede til Versailles og i anledning begivenheden blev operaen Persée opført. Næsten 100 år senere, 17. maj 1770, blev Opéra royal du château de Versailles indviet med samme værk i anledning den fremtidige konge Ludvig XVIs bryllup med Marie Antoinette. Dette fortæller hvilken betydning Lullys værk fortsat havde under 1700-tallet.
1683: Dronningen døde og opførelsen af Phaeton blev udsat.
1684: Lullys mest succesfyldte sceneværk, Amadis. Rigtignok var det komponeret året før, men dronningens død udsatte uropførelsen med et år. Amadis blev opført hvert eneste år resten af kongens liv. Temaet er franske ridderepos, hvor det højeste ideal er forsvaret af troen: ophævelsen af Ediktet i Nantes satte sine spor også i musikken.

### Faldet (1685–1687)
I 1685 blev Roland vist på scenen, men kongen var nu kommet under stærk indflydelse af Madame de Maintenon som havde været kongens morganatiske ægtefælle fra 1683. Hun var meget from og brød sig hverken om Lullys musik, komponisten selv eller hans udsvævende, bifile livsførelse, og det førte til, at Lullys stjerne begyndte at falde. Kongen brød sig mindre og mindre om hans musik. Da det blev kendt, at Lully havde en affære gående med en page ved navn Brunet, og tillige havde deltaget i orgier hos hertugerne af Orléans og Vendôme, fik kongen en anledning til at fortælle Lully, at han ikke kunne tolerere hans livsstil længere. Nok var Lully i mellemtiden udnævnt til Secretaire du Roi og var – i det mindste på papiret – kongens rådgiver og hævet op i adelstanden, men kongen behandlede nu sin tidlige fortrolige og ven køligt.
Lully skrev til kongen og bad om tilgivelse, og fik den næsten: Marki de Seignelay, sønnen af Jean-Baptiste Colbert, bestilte værket Idylle sur la Paix med tekst af Jean Racine. Kongen overværede opførelsen i Sceaux og blev så betaget af overhofmesterens nyeste værk, at han bad Lully om flere encores. Madame de Maintenon satte imidlertid bom for en forsoning.
I 1686 havde Lylly været i unåde i lang tid og kongen tog ikke mod ham mere, så dette år blev Lullys nyeste opera Armide uropført i Paris og ikke ved hoffet. Lully havde alligevel håb om at blive taget ind i varmen igen, og den næste opera, skrevet for Louis-Joseph Duc de Vendôme til en libretto af Jean Galbert de Campistron, var en subtil hyldest af tronfølgeren og dermed også kongen. Acis et Galatée blev spillet den 6. september 1686 i Anet-slottet i anledning et af dauphinens jagtpartier. Lully og sangerne spiste med gæsterne før opførelsen. Partituret var dedikeret kongen, og i forordet skrev Lully, at han følte sig sikker på at hæve sig op igen og udføre sin gerning fyldt af en guddommelig gnist.
I 1687 arbejdet Lully med operaen Achille et Polixène. Samtidig blev kongen meget syg. Han havde klaget over tandsmerter, men lægerne, som skulle trække tanden ud, udførte opgaven så dårligt, at en del af kongens overkæbe blev revet af. Den stærke blødning blev forsøgt stoppet med glødende jern, og efter den brutale behandling regnede man kongen for så godt som død. Overraskende nok kom han til hægterne igen, og det måtte selvsagt fejres. Lully stillede arbejdet med Achille et Polixène i bero mens han omarbejdede Te Deum, som han oprindelig skrev i 1678. Planen var, at værket skulle opføres med hele hofmusikken, 300 musikere, men under opførelsen af motetten 8. januar 1687 i Église des Pères Feuillants var Lully så uheldig at ramme en tå med sin lange, tunge og rigt udsmykkede taktstok, som han i tråd med tidens praksis brugte til at markere takten med ved at dunke den i gulvet. Der gik koldbrand i såret, men Lully nægtede at amputere tåen og døde få måneder senere. Han blev begravet i Notre-Dame-des-Victoires under stor deltagelse.
Sekretæren Pascal Collasse fuldførte Lullys sidste opera. Sønnerne Jean og Louis de Lully overtog sammen med Lullys elev Marin Marais posten som surintendant, men de blev senere erstattede af kongens nye yndling, Michel-Richard Delalande.

## Lullys musik og betydning
Med sin nye orkesterdisciplin videreførte og prægede Lully den franske stil og fik en enorm indflydelse på den europæiske musik mod slutningen af 1600-tallet.
Typisk for Lullys orkesterklang var "for-slaget", den femstemmige orkestersats og den store orkesterbesætning. "Kongens 24 strygere" dannede ensemblets kerne, hvortil kom 12 store barokoboer, en omfangsrig continuogruppe med lutter, guitarer, cembali etc. – og temmelig ofte pauker og baroktrompeter. Populær var også hans fremvisning af nye instrumenter, som tværfløjte og den "franske trio" med to oboer og fagot. Lully medvirkede personlig til at videreudvikle skalmeje til obo. De nye instrumenter blev tildelt solopartier i mange danse og instrumentalstykker, og blev sågar ofte spillede fra scenen. I den senere tyske tradition blev den franske trio meget brugt, specielt af Fasch og Telemann. Tidlig i karrieren spillede Lully selv førsteviolin, og i Philidor-samlingens partiturer finder man flere steder påskriften «M. de Lully joue» («spillet som af herr Lully»), og det indebar, at violinstemmen skulle spilles mest mulig ornamenteret.
Den typiske franske ouverture med punkterede rytmer og en tilhørende fuga med gentagelse af første del, er bare delvis Lullys nyskabning. Forgængere, lærere og samtidige, som Jean de Cambefort, Francois Caroubel, Nicolas Dugap, Jacques de Montmorency de Bellville, Jacques Cordier, Pierre Beauchamps, Guillaume Dumanoir, Michel Mazuel, Mignot de la Voye og Robert Cambert, skrev ouverturer, eller rettere "åbningsmusik" til hofballetterne. Disse ouverturer har ingen forbindelse med de italienske sinfonias som Claudio Monteverdi, Luigi Rossi, Francesco Cavalli og Antonio Cesti komponerede. Den typiske franske orkesterstil blev udviklet allerede på Ludvig XIII og hans balletmestres tid, og kan føres tilbage til dannelsen af "Kongens 24 strygere", og det Lullys gjorde var først og fremmest af at videreføre forgængernes traditioner. Alligevel, mens de gamle ouverturene var heller baktunge, føjede Lully til ende en fugadel. I 1660 blev en sådan "ny" ouverture for første gang opført i balletten Xerxes, og denne form blev derefter retningsgivende. Næsten alle værker begynder med en sådan ouverture – en undtagelse er Les Fêtes de l’Amour et de Bacchus som åbner med en alderdommelig ritournel.
Lully var danser selv og meget påpasselig med at udforme sine danse og balletter således, at man forstod hvilken dans der var tale om straks, man hørte musikken. Dansen var hovedsagen, musikken var et redskab, som kom i anden række.
Den franske opera var fra starten tænkt som en modpol til den etablerede italienske opera. Ludvig XIV var optaget af fransk udtryksform i alle kunstarter, og Lully var en villig og talentfuld mester, som kunne virkeliggøre hans ideer på musikområdet.
Recitativerne i italiensk og fransk opera er påfaldende uens. Det franske recitativ, som blev udviklet af Lully og Lambert, er nærmest en videreudvikling af air de cour. Reciterede passager går over i små airs, men disse må ikke forveksles med de italienske da capo-arier, sådanne findes ikke i franske operaer. Lullys mest berømte scene er hovedfigurens monolog i Armide: «Enfin il est à ma Puissance!» (akt II, scene 5). Samtidige og efterfølgere, som Jean-Philippe Rameau, betragtede disse passager som idealet for den franske operakunst. Lullys største fortjeneste ligger i, at han grundlagde den franske nationalopera. Med sin egenudviklede operaform formåede han at tilfredsstille det franske publikums forventning om en hjemlig, forståelig opera med ballet integreret i formen.
Lullys operaer er delt i en prolog og fem akter. Prologen tjener til at forherlige kongen i musik og gennem klassiske temaer af typen ridder-epos og historier fra den græsk-romerske mytologi). Prologen består som regel blot af balletter, kor og airs, og få recitativer. De fem tragedie-akter er alle forfattede på vers, noget det franske recitativ passer godt til. I hver akt er der et divertissement, det vil sige store korscener og balletter. Enkelte scener blev standard, så som den populære drømmescene (sommeil), de pompøse slag (combats), stormene (vents) og de store afsluttende chaconnene og passacaillene, ofte med solister og kor.
Den franske musikstil blev populær i Europa allerede med Plaisirs de l’Îsle de enchantée, og unge musikere kom til Paris for at studere hos Lully. Eleverne blev til de europæiske "lullister": Pelham Humfrey, Johann Sigismund Kusser, Johann Caspar Ferdinand Fischer, Agostino Steffani, Georg Muffat og flere. Disse unge musikerne gjorde Lullys stil populær frem for alt i Tyskland og England. Så det undrer ikke, at disse suiter fik stor påvirkning på den barokke orkestersuite. De fleste fyrster havde afskrifter af Lullys værker i sine musikbiblioteker. I Tyskland var det frem for alt ved hofferne i Hannover, Celle, Düsseldorf, Kassel, Darmstadt, Rastatt og München man ikke bare samlede Lullys musik, men også importerede franske musikere. Lullys operaer kunne blive piratkopierede og solgt på det sorte marked, før han havde nået at færdigstille scenerne. Hans stil blev efterlignet; selv Johann Sebastian Bachs berømte orkestersuiter var grundlagt på Lullys former. Også andre tyske komponister skrev franske suiter efter Lullys mønster, som Georg Philipp Telemann, Johann Friedrich Fasch, Johann Joseph Fux og Philipp Heinrich Erlebach. Og ikke mindst er begge de kendte Händel-værker Water Music og  Music for the Royal Fireworks baserede på Lullys forbilleder. Den franske musikstil var veletableret ved det engelske hof allerede på Karl I's tid, blandt andet gennem den franske komponist og violinist Stephen Nau. De frankofile stuartkonger dyrkede Lullys stil, og stilen kan spores i Locke, Humfrey, Blow og Purcells musik.
I Frankrig forblev Lullys stil retningsgivende i omtrent hundrede år fremover. Formen, som han gav balletten, operaen og kirkemusikken, måtte ikke røres, det var til og med tabu at sætte ny musik til de tekster, Lully en gang havde tonesat. De direkte efterfølgere i Frankrig skrev helt i Lullys stil: Marin Marais, André Destouches, Pascal Collasse, Michel-Richard Delalande, André Campra, Jean-Philippe Rameau, François Francœur, Antoine Dauvergne, Jean-Joseph Cassanéa de Mondonville og Jean-Marie Leclair.
Aversionen mod italiensk musik aftog først efter, at koncertserien Concert spirituel var etableret i Paris. Denne offentlige koncertserie blev holdt et borgerlig miljø, og her blev der stadig oftere spillet italienske koncerter. Da en italiensk trup opførte Pergolesis intermezzo La serva padrona i Paris, brød den såkaldte buffoniststrid (de) ud mellem tilhængerne af den traditionelle franske opera og tilhængerne af den nye italienske opera buffa. Buffoniststriden, som var præget af en meget hård, polariserende smæderetorik, blev først bilagt flere år senere efter de første opførelser af Glucks operaer. Med Gluck forsvandt endelig operaerne fra l'ancien régimes tid; Lully, Campra og Rameau blev knap nok spillet mere.

## Udvalgte værker

### Operaer (tragédies en musique)
- Cadmus et Hermione (1673)
- Alceste ou le triomphe d'Alcide (1674)
- Thésée (1675)
- Atys (1676)
- Isis (1677)
- Psyché (1678)
- Bellérophon (1679)
- Proserpine (1680)
- Persée (1682)
- Phaëton (1683)
- Amadis de Gaule (1684)
- Roland (1685)
- Armide et Renaud (1686)
- Achille et Polyxène (1687) (fuldendt af Pascal Colasse)

### Pastoraler
- Pastorale Comique (1657}
- Les Fêtes de l'Amour et de Bacchus (1672)
- Acis et Galatée (1686)

### Balletter
- Alcidiane (1658)
- La Raillerie (1659)
- La Revente des habits du ballet et comédie (1661)
- L'Impatience (1661)
- Les Saisons (1661)
- Les Arts (1663)
- Les Noces de village (1663)
- Les Amours desguisés (1664)
- Palais d'Alcine (1664)
- Le Naissance de Vénus (1665)
- Les Gardes (1665)
- Mascarade du Capitaine (1665)
- Petit Ballet de Fontainebleau (1665)
- Les Muses (1666)
- Le Carnaval (1668)
- Flore (1669)
- La Jeunesse (1669)
- Les Jeux pythiens (1670)
- Ballet des Nations (1670) i Le Bourgeois Gentilhomme
- Le Temple de la paix (1685)